# Clara-Villerach
Clara-Villerach település Franciaországban, Pyrénées-Orientales megyében. Lakosainak száma 267 fő (2022. január 1.). Clara-Villerach Los Masos, Estoher, Taurinya és Prades községekkel határos.

## Földrajz

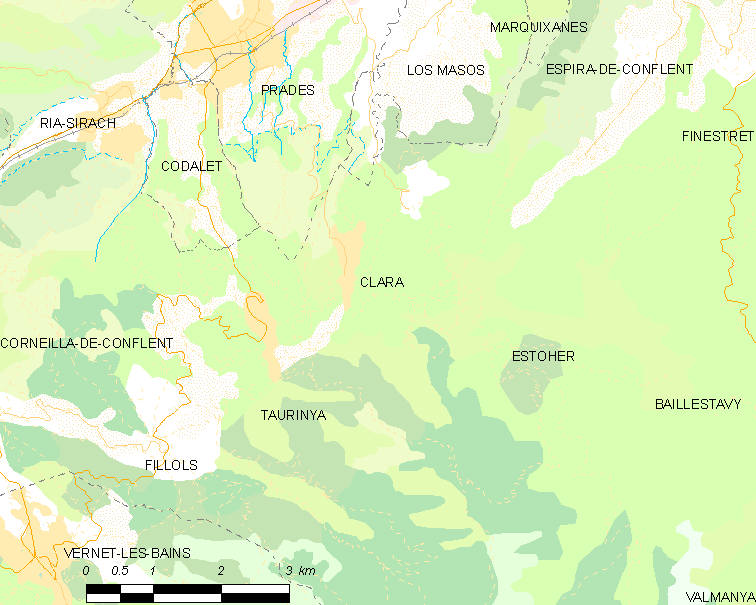
Clara-Villerach és környéke

## Népesség
A település népességének változása:
| Lakosok száma | 247  | 254  | 261  | 256  | 260  | 265  | 270  | 266  | 267  |
|               | 2013 | 2015 | 2016 | 2017 | 2018 | 2019 | 2020 | 2021 | 2022 |